# Isachne comata
Isachne comata là một loài thực vật có hoa trong họ Hòa thảo. Loài này được Munro ex Hack. mô tả khoa học đầu tiên năm 1889.